# کنت رینگ
کنت رینگ (زاده ۱۹۳۶) استاد ممتاز روانشناسی در دانشگاه کنتیکت و محقق در زمینه تجربه نزدیک به مرگ است.

## آثار
کتاب زندگی در لحظه مرگ (به انگلیسی Life at Death) در سال ۱۹۸۰ توسط ویلیام مارو و کمپانی منتشر شد. در سال ۱۹۸۴، کتاب دوم او به نام به سوی امگا (به انگلیسی Heading toward Omega) منتشر شد. هر دو این کتاب‌ها دربارهٔ تجربه نزدیک به مرگ و تأثیر آن بر زندگی افراد است.